# Жайлауов, Гани Олжабаевич
Гани Олжабаевич Жайлауов (род. 3 августа 1985, Аральск, Кзыл-Ординская область) — казахстанский боксёр-любитель, бронзовый призёр чемпионата мира 2009 года, мастер спорта Республики Казахстан международного класса.

## Биография
Боксом занимается с 14 лет. Выступает за Джамбульскую область. Тренер — Акурпеков Нурлан Сакенович.
- Бронзовый призёр чемпионата мира 2011 года .
- Бронзовый призёр чемпионата Азии 2009 года.
- Участник Летних олимпийских играх 2012 года в Лондоне.

## Личная жизнь
Женат. Супруга — Замира, дочь — Айша.